# Román Basa
Román Basa (Cavite City 29 februari 1848 - Manilla, 6 februari 1897) was een Filipijnse oanafhankelijkheidstrijder en de tweede supremo van de Katipunan. Deze organisatie had als doelstelling om onafhankelijkheid van Spanje te bewerkstelligen.

## Biografie
Román Basa werd geboren op 29 februari 1848 in San Roque een dorpje aan de kust bij en tegenwoordig onderdeel van Cavite City. Hij was het vierde kind uit een gezin van zes kinderen van visser Mariano Basa en Dorotea Esteban. Hij genoot enig onderwijs van pater Pedro Mañala, de kapelaan van het Spaanse regiment in Cavite. Nadien studeerde hij nog verder voor zichzelf. Basa werkte als klerk en bereikte daarbij uiteindelijk de rang van Official Segundo de la Commandancia de Marina.
Direct na de oprichting van de ondergrondse revolutionaire beweging Katipunan sloot Basa zich bij hen aan. Op 9 november 1892 vond zijn initiatie plaats waarbij hij de schuilnaam Liwanag aannam. Door zijn positie bij de Commandancia de Marina kon hij eenvoudig propaganda literatuur zoals de krant la Solidaridad en de boeken van Jose Rizal van Hongkong naar Manilla smokkelen. In 1893 werd de Katipunan gereorganiseerd en Basa werd daarbij tot nieuwe Supremo (president van de Supreme Council) gekozen. Onder zijn leiding werd er ook een vrouwenafdeling van de beweging opgezet. Na onenigheden met Andres Bonifacio besloot hij zich terug te trekken uit de Katipunan. Hij was het oneens met de manier de initiatie van nieuwe leden plaatsvond en de wijze waarop het beschikbare geld gespendeerd werd. Ook wilde hij niet dat zijn zoon Lucio betrokken raakte bij de Katipunan.
Na de uitbraak van de Filipijnse Revolutie werd Basa door de Spaanse autoriteiten gearresteerd wegens zijn eerdere betrokkenheid bij de Katipunan en in de gevangenis gegooid. Op 6 februari 1897 werd Basa samen met andere opstandelingen geëxecuteerd op Bagumbayan (Rizal Park). 
Basa was getrouwd met Josefa Inocencio, een nicht van Maximo Inocencio. Samen kregen ze twee kinderen.